# Dorcopsulus
Dorcopsulus é um gênero marsupial da família Macropodidae.

## Espécies
- Dorcopsulus macleayi (Miklouho-Maclay, 1885)
- Dorcopsulus vanheurni (Thomas, 1922)